# 노동교양 (조선민주주의인민공화국)
노동교양(勞動敎養, 문화어: 로동교양)은 조선민주주의인민공화국의 강제노동 제도이다. 조선민주주의인민공화국의 행정처벌조치이다. 1987년 중화인민공화국의 노동교양제도를 조선민주주의인민공화국이 도입했다.

## 관련 법률
조선민주주의인민공화국 행정처벌법 (2008년판) 규정: “로동교양은 직무수행과 관련이 없는 무거운 위법행위를 한자에게 적용하는 행정처벌이다.”
조선민주주의인민공화국 행정처벌법 (2015년판) 규정:
제14조 (행정처벌의 종류)
행정처벌의 종류는 다음과 같다.
1. 경고, 엄중경고처벌
2. 무보수로동처벌
3. 로동교양처벌
4. 강직, 해임, 철직처벌
5. 벌금처벌
6. 중지처벌
7. 변상처벌
8. 몰수처벌
9. 자격정지, 강급, 자격박탈처벌
제17조 (로동교양처벌)
로동교양처벌은 로동단련형에까지 이르지 않은 위법행위를 한 자에게 적용하는 행정법적제재이다.
산전 3개월,산후 7개월기간에 있는 녀성, 중병환자, 전염병환자는 로동교양처벌을 집행할 수 없다.
로동교양처벌기간은 5일이상 6개월이하이다.
제232조 (검찰기관의 행정처벌권한)
검찰기관은 검찰감시과정에 적발한 위법행위에 대하여 벌금, 중지, 변상, 몰수, 로동교양처벌을 줄수 있다.
제233조 (재판기관의 행정처벌 권한)
재판기관은 재판심리에서 확증된 위법행위에 대하여 벌금, 변상, 몰수, 로동교양처벌을 줄 수 있다.
제235조 (인민보안기관의 행정처벌권한)
인민보안기관은 인민보안단속과정에 발견한 위법행위에 대하여 벌금, 중지, 변상, 몰수, 로동교양처벌을 줄수 있다.
조선민주주의인민공화국 행정처벌법 (2008년판) 규정:“1개월이상의 로동교양처벌을 주려 한 경우에는 검사와 합의한다.”
조선민주주의인민공화국 행정처벌법 (2020년판) 제18조 규정:
로동교양처벌은 무거운 위법행위를 한 공민에게 작용한다.
로동교양처벌은 시(구역), 군단위로 조직된 로동교양대에 보내여 어렵고 힘든 로동을 시키는 방법으로 집행한다.
로동교양처벌을 받은자에게는 일한 정도에 따라 평가된 생활비를 로동교양처벌집행이 끝나고 로동교양대에서 나갈 때 지불하여야 한다.
산전 3개월, 산후 7개월 기간에 있는 녀성이나 중병환자, 간염, 결핵과 같은 전염병 환자에 대하여서는 로동교양처벌을 집행할수 없다 이 경우 시(구역) 군 인민병원 또는 그 이상급병원의 의사협의진단이 있어야 한다.
이 조문에서 “무거운 위법행위” 라는것은 형사적책입을 지울 정도에까지 이르지 않은 위법행위를 의미한다.
조선민주주의인민공화국 행정처벌법 (2020년판) 규정:“구금, 구류되어 취급받다가 사건이 기각되여 행정처벌을 적용할 경우 형사사건 취급 과정에 구금, 구류되여있은 기일도 로동교양처벌 기일로 계산한다”며 “이 경우 구금, 구류되여 있은 기일 1일을 로동교양처벌기일 1일로 계산한다”고 규정했다. “그러나 응당 범죄 사건으로 취급처리되여야 한 자에게 사회적 교양처분 결정이나 판정을 하고 행정처벌인 로동교양처벌을 주는 경우에는 형사사건 취급 과정에 구금, 구류되여있은 기일을 로동교양처벌기일로 계산하지 않는다”고 덧붙였다.

## 역사
조선민주주의인민공화국의  노동교양소는 1987년 형법 개정 전까지는 노동교화형을 선고받은 자를 수용하는 시설이었으나, 1987년 형법개정으로 노동교화형이 폐지됨에 따라 단순절도범 등 경범죄자를 수용하고 있다. 따라서 노동교양소는 교화소와 달리 전과자로 처리되지 않기 때문에 북한당국은 경범죄자에 대해서는 전과자의 양산을 막기 위해 가급적 노동교양소에 수용하여 노동을 통해 낡은 사상이나 생활태도를 개조토록 유도하고 있다.예를 들면, 비상습 단순 절도범이나 1,000원 (2002년 “7·1 경제 관리 개선 조치” 이전의 가격) 미만의 경제사범 등 경범죄자는 담당지역 보안부장의 결정과 관할 검찰소의 확인만으로 노동교양소에 수용하게 된다.

## 기한
원래 노동교양소의 수용기간은 1년이었으나, 1989년 제13차 세계청년학생축전, 동구권 과 소련의 붕괴 이후 조선민주주의인민공화국 경제사정 악화에 따른 경제범죄의 급증으로 수용한계 상황에 이르자 1992년 한때 수용기간을 6개월로 단축하는가 하면 “배려 출소제”를 도입하여 조기 출소시키는 등 교양보다 단순 처벌에만 치중하고 있는 추세이다.
현재 노동교양처벌기한은 5일이상 6개월이하이다.

## 내정
조선민주주의인민공화국 사회안전성에서는 노동교양소 수용자에 대한 통제를 위해 기본조직인과장직에 사회안전성 소좌를 임명하고 1개반에 권총과 자동보총으로 무장한 2명의 보안원을 배치하는 한편 수용자 중에서 반장 및 조장을 선발하여 자체 통제기능을 부여하고 있으며 과 단위별로 숙소보초, 내부감시자, 변소감시자, 식당감시자 등 25-30여명의 감시자들을 두고 있다.
조선민주주의인민공화국의 노동교양소에서는 수용자를 동원하여 농장, 과수원, 탄광, 목장 등을 운영하면서 노동을 통한 사상개조보다는 생산량 확대에 중점을 두고 중노동이 강요되고 있어서 노동교양소의 각 부문별 단위생산량은 일반사회의 해당 부문보다 월등히 높게 나타난다. 조선민주주의인민공화국의 피노동교양자들의 공민증, 평양시민증은 회수하지 않는다.
조선민주주의인민공화국 법률 규정 “로동교양처벌을 받은자에게는 일한 정도에 따라 평가된 생활비를 로동교양처벌집행이 끝나고 로동교양대에서 나갈 때 지불하여야 한다” 하지만 탈북자는 “다만, 실제 생활비가 지급된 사례는 없었던 것으로 알고 있다”고 설명했다.

## 같이 보기
- 노동교양 - 중화인민공화국이 이미 폐지한 행정처벌조치.
- 삼청교육대 - 전두환 정부는 소련, 중화인민공화국, 조선민주주의인민공화국이 운영하는 노동교양 제도인 삼청교육대를 설치했다.
- 정신병원 - 한국, 미국 등에서는 검사의 기소에 의한 형사법원의 재판 없이, 경찰만의 판단으로 정신병원에 장기간 감금할 수 있다.
- 노동단련대
- 조선민주주의인민공화국 사회안전성 - 조선민주주의인민공화국의 경찰기관.